# Peter Volasko
Peter Volasko, slovenski sociolog in politik, * 18. maj 1964, Celje.
Med 1. marcem 1996 in 20. marcem 1997 je bil državni sekretar Republike Slovenije na Ministrstvu za znanost in tehnologijo Republike Slovenije.